# Frederick A. Sawyer
Frederick Adolphus Sawyer, född 12 december 1822 i Bolton i Massachusetts, död 31 juli 1891 i Tennessee, var en amerikansk republikansk politiker. Han representerade delstaten South Carolina i USA:s senat 1868-1873.
Sawyer utexaminerades 1844 från Harvard University och arbetade sedan som lärare. Han flyttade 1859 till South Carolina men vistades under amerikanska inbördeskriget i nordstaterna. Han återvände 1865 till South Carolina och arbetade som skattetjänsteman.
South Carolina fick 1868 på nytt representation i USA:s kongress för första gången efter inbördeskriget. Sawyer och Thomas J. Robertson blev invalda i senaten. Sawyer efterträddes 1873 som senator av John J. Patterson.
Sawyer tjänstgjorde som biträdande finansminister 1873-1874. Han arbetade senare som lärare i Ithaca i delstaten New York och gav privatundervisning åt studenterna vid Cornell University. Han var därefter verksam som affärsman i Tennessee.